# Ruggero Miti
Ruggero Miti (Monterotondo, 24 giugno 1942) è un regista, produttore televisivo e attore italiano.

## Biografia

Ruggero Miti nel film Top Sensation

Diplomatosi in regia e recitazione presso l'Accademia Antoniana di Bologna nel 1966, inizia subito la sua carriera come attore teatrale e televisivo. Recita presso il Teatro Stabile di Bologna (1966-1969), il Teatro Stabile di Torino (1969-1970) e il Teatro Stabile di Bolzano (1971-1973), prendendo parte a numerosi allestimenti.
Il suo esordio come attore sul piccolo schermo è datato 1966, quando interpreta Albert Morcerf nello sceneggiato televisivo prodotto dalla Rai Il conte di Montecristo, accanto ad Andrea Giordana.
In seguito interpreta piccoli ruoli in vari film italiani, tra cui Il giardino delle delizie di Silvano Agosti (1967), I sette fratelli Cervi di Gianni Puccini (1968), La rivoluzione sessuale di Giorgio Segre (1968), Top sensation di Ottavio Alessi (1969), L'invasione di Yves Allégret (1970), Tre quarti di luna di Sandro Bolchi (1971) e Lui per lei di Claudio Rispoli (1972).
Nel 1973 lavora come aiuto regista di Aldo Lado per il film Sepolta viva.
Nel 1977 e 1978 dirige due allestimenti lirici per il Gran Teatro La Fenice di Venezia, L'elisir d'amore di Gaetano Donizetti e Lady Macbeth di Dmitrij Šostakovič.
Dal 1976 al 1980 lavora in Rai collaborando come autore e regista a diverse trasmissioni, tra cui Odeon, Dribbling, L'altra Domenica, Portobello e Mixer e coordina 8 puntate del programma Facce piene di pugni, storia sociologica e tecnica della boxe ideata da Gianni Minà. Sempre con Minà realizza anche 6 episodi di Que viva musica, storia della musica latinoamericana, e lo speciale televisivo La caccia al bisonte dedicato alla tournée americana di Gianni Morandi.
Tra il 1978 e il 1981 dirige alcuni videoclip e brevi documentari per artisti come Lucio Dalla, Lucio Battisti, Gianni Morandi, Mia Martini, Renato Zero, Gino Paoli, Francesco De Gregori, Chicago, ELP, Arlo Guthrie & Pete Seeger, Gloria Gaynor, George Benson e Alice Cooper.
Nel 1979 fa il suo esordio nella regia cinematografica con il film Maschio, femmina, fiore, frutto, interpretato da Anna Oxa, Giovanni Crippa, Massimo Boldi e Ninetto Davoli.
Nel 1981 si trasferisce negli Stati Uniti e fino al 1996 lavora come giornalista, autore, produttore e regista per la Rai Corporation di New York. Durante questi anni realizza oltre 100 fra reportage, collegamenti live via satellite, documentari e riprese di eventi sportivi. Segue in diretta i campionati mondiali di calcio del 1986 e del 1994 e le Olimpiadi di Los Angeles del 1984. Nel 1986 documenta il viaggio di Dario Fo a Boston con Dario Fo in USA e nel 1993 realizza la biografia Clinton & Clinton. Firma inoltre il dietro le quinte di Old Gringo - Il vecchio gringo, con Gregory Peck e Jane Fonda (1989) ed altri documentari di lavorazione di celebri programmi televisivi quali Hill Street Blues, Miami Vice, Beautiful e Santa Barbara. Negli stessi anni organizza e produce numerose interviste per il programma Faccia a faccia di Giovanni Minoli.
Rientrato in Italia, dal 1996 lavora come produttore esecutivo per la RAI ed è fra i creatori della soap opera Un posto al sole, che segue fino al 2000.
Nel 1996 dirige il film per la televisione Il goal del martin pescatore, con Mara Venier e Tobias Hoesl, e nel 1998 Ritornare a volare, con Giancarlo Giannini e Philippe Leroy.
Dal 1999 al 2001 è tra gli ideatori e produttori della fiction Rai La squadra.
Dal 2000 al 2007 è vicepresidente esecutivo di Rai Fiction e in seguito è produttore esecutivo delle fiction Sottocasa e Agrodolce.
Nel 2005 inizia la sua attività come docente di cinema e televisione, dapprima presso l'Università Cà Foscari di Venezia, in seguito presso la Libera università internazionale degli studi sociali Guido Carli (Luiss) di Roma, dove insegna ancora oggi. Nel 2011 il cortometraggio La sciarpa di Pasolini, realizzato con gli studenti dell'Università LUISS, si aggiudica il secondo premio al Festival Universitario del Corto di Roma, guadagnandosi la proiezione al Festival internazionale del film di Roma.
Nel 2012 trasporta il suo modello di insegnamento in Val di Non, realizzando con gli studenti degli istituti superiori di Cles il progetto Noi giriamo un film. Il corso porta alla realizzazione del cortometraggio Helicopter Club, girato in collaborazione con Michele Bellio.

## Vita privata
È padre dell'attrice Carlotta Miti avuta con Nadia Morandi sorella di Gianni.

## Filmografia

### Attore
- Il conte di Montecristo, regia di Edmo Fenoglio (1966)
- Il giardino delle delizie, regia di Silvano Agosti (1967)
- I sette fratelli Cervi, regia di Gianni Puccini (1968)
- La rivoluzione sessuale, regia di Riccardo Ghione (1968)
- Top Sensation, regia di Ottavio Alessi (1969)
- L'invasione (L'Invasion), regia di Yves Allégret (1970)
- Tre quarti di luna, regia di Sandro Bolchi (1971)
- Lui per lei, regia di Claudio Rispoli (1972)

### Aiuto regista
- Sepolta viva, regia di Aldo Lado (1973)

### Regia cinematografica
- Maschio, femmina, fiore, frutto (1979)

### Regia televisiva
- Dario Fo in USA (1986)
- Cosa Nostra - Viaggio nelle mafie americane, ideato con Nicoletta Jacobacci (1991–1993)
- Clinton & Clinton (1993)
- Il goal del Martin pescatore (1996)
- Ritornare a volare (1998)

## Riconoscimenti
- Telegatto per la miglior regia 1976 per La caccia al bisonte
- Premio speciale della critica TV – Montreux (1979) per Paura di un trionfo
- Premio speciale della giuria – 35^ rassegna della cinematografia sportiva di Saint Vincent 1979 per Sisport: uno sport per tutti
- Premio per la produzione – Saint Vincent 1999 per Un posto al sole
- Premio speciale Città di Napoli 2000 per Un posto al sole